# IOS 18
O iOS 18 é o décimo oitavo grande lançamento do sistema operacional (português brasileiro) ou operativo (português europeu) iOS da Apple para iPhone. Foi revelado em junho de 2024, na Apple Worldwide Developers Conference (WWDC). É o sucessor direto do iOS 17, tendo sido anunciado com o watchOS 11, o iPadOS 18 e o macOS Sequoia. Tal como acontece com todas as versões desde o iOS 4, as atualizações estão disponíveis sem custo adicional para os usuários ou utilizadores.

## Características

### Apple Intelligence
A plataforma Apple Intelligence está disponível no iOS 18 para os modelos iPhone 15 Pro, iPhone 15 Pro Max, iPhone 16 e iPhone 16 Pro. A Apple Intelligence acrescenta funcionalidades de inteligência artificial e integrações de grandes modelos de linguagem à Siri e a outras funções do sistema operativo, como a aplicação Fotos.
As capacidades de inteligência da Apple serão introduzidas gradualmente em várias atualizações futuras. Estas características não foram incluídas no lançamento inicial dos modelos do iPhone 16.

### Calculadora
A Calculadora do iOS 18 apresenta o Math Notes, uma nova funcionalidade que permite aos utilizadores realizar e acompanhar cálculos em folhas de cálculo separadas, resolver equações matemáticas e traçar funções em gráficos. Com reconhecimento de escrita manuscrita integrado, o Math Notes avalia automaticamente a entrada do utilizador e apresenta os resultados na própria escrita. A aplicação Calculadora redesenhada, agora partilhada entre o iOS e o iPadOS, marca a primeira vez que uma calculadora oficial está disponível para iPad.

### Mensagens
O iOS 18 suporta Rich Communication Services (RCS), incluindo para confirmações de leitura e partilha multimédia de alta qualidade em várias plataformas. Tal como acontece com o SMS, é designado com balões e botões de mensagens verdes para o distinguir das conversas azuis do iMessage. A disponibilidade das mensagens RCS varia conforme a disponibilidade e compatibilidade do operador de telefonia móvel, revertendo uma decisão anterior sobre a adoção do RCS no iOS.
No iMessage, os efeitos animados podem ser aplicados a qualquer letra, palavra ou frase, e a formatação de texto, como negrito, itálico, sublinhado e riscado, também pode ser aplicada a qualquer parte do texto. Ambos podem ser utilizados simultaneamente, mas não podem ser utilizados com o mesmo texto selecionado.

### Fotos
O iOS 18 inclui uma reformulação significativa da aplicação Fotografias. As apresentações de diapositivos conhecidas como coleções são agora geradas automaticamente e visíveis na parte superior do ecrã.

### Tela inicial
O iOS 18 permite aos utilizadores personalizar a cor do ícone, bem como a posição e o tamanho do ícone no ecrã inicial. Versões no modo escuro de aplicações originais e muitas de terceiros também estão disponíveis. As versões anteriores do iOS organizavam os ícones numa grelha predefinida, mas agora os utilizadores podem colocá-los em qualquer lugar. Os widgets de aplicações podem agora ser redimensionados no local ou reduzidos a um ícone de aplicação normal, conforme desejado.
Em agosto de 2024, foi introduzida uma nova funcionalidade que permite aos utilizadores editar o ecrã inicial do iPhone através do iPhone Mirroring e está disponível nas mais recentes versões beta do iOS 18 e iOS 18.1.

### Centro de Controlo
O iOS 18 vem com uma reformulação do Centro de Controlo, permitindo várias páginas de controlos, botões redimensionáveis e controlos de terceiros.

### Gestor de Palavras-passe
A Apple lançou o Passwords, um gestor de palavras-passe que visa simplificar a utilização de senhas para sites, aplicações, Wi-Fi e códigos de verificação. Esta nova aplicação é fortemente inspirada na secção Palavras-passe em Configurações e sincroniza com ela.

### Bloquear/ocultar aplicações
No iOS 18, as aplicações visíveis para o utilizador podem ser bloqueadas ou ocultadas. As aplicações bloqueadas requerem autenticação por palavra-passe/biométrica para serem executadas. As aplicações ocultas são movidas para uma pasta designada ‘Oculto’ na Biblioteca de Aplicações; aceder a essa pasta requer uma palavra-passe/autenticação biométrica. Estas aplicações ocultas não aparecem noutros locais do telefone, como as sugestões da Siri e a aplicação Definições.

### Recuperação do SO
O novo sistema operativo iOS 18 inclui o RecoveryOS na série iPhone 16 que permite aos utilizadores recuperar e restaurar firmware sem fios utilizando outro iPhone. Embora todos os iPhones com iOS 18 possam recuperar e restaurar o firmware dos modelos do iPhone 16, o processo de recuperação sem fios só é compatível com os dispositivos iPhone 16.[carece de fontes?]

## Dispositivos compatíveis com iOS 18
- iPhone 16
- iPhone 16 Plus
- iPhone 16 Pro
- iPhone 16 Pro Max
- iPhone 16e
- iPhone 15
- iPhone 15 Plus
- iPhone 15 Pro
- iPhone 15 Pro Max
- iPhone 14
- iPhone 14 Plus
- iPhone 14 Pro
- iPhone 14 Pro Max
- iPhone 13
- iPhone 13 mini
- iPhone 13 Pro
- iPhone 13 Pro Max
- iPhone 12
- iPhone 12 mini
- iPhone 12 Pro
- iPhone 12 Pro Max
- iPhone 11
- iPhone 11 Pro
- iPhone 11 Pro Max
- iPhone XS
- iPhone XS Max
- iPhone XR
- iPhone SE (2ª geração ou posterior)[17]